# Avenir ensemble
Avenir ensemble (Futur ensems) és un partit polític anti-independentista de Nova Caledònia fundat el 2004 com a escissió del Reagrupament-UMP, dirigit aleshores per Harold Martin. El lideratge de Didier Leroux va provocar el 2008 l'escissió de Calédonie ensemble.

## Posicions del partit
- Respecte militant de l'Acord de Nouméa.
- Tot i que es declara partidari del principi una persona, un vot, ha mostrat un posicionament ambigu davant el congelament del cens electoral
- Quan a Goro níquel, d'antuvi es mostrà escèptic i més tard crític amb l'establiment de la planta d'Inco al Sud, demanant una redefinició del projecte tot respectant la normativa mediambiental.
- És favorable al traspàs de les mines del Nord a la Société minière du Sud Pacifique SMSP.

## Origen
El partit té el seu origen en la primera dissidència important en el RPCR produïda durant les eleccions provincials de Nova Caledònia de 1995, del grup Una Nova Caledònia per a Tots (Une Nouvelle-Calédonie pour Tous, UNCT), que el 1998 es transformà en l'Alliance. Contràriament al que es creu, no es tractava pas d'una secció local de la Unió per a la Democràcia Francesa (UDF), encara que el seu líder Didier Leroux hi era el representant oficial de François Bayrou. Altres membres destacats del partit són Sonia Lagarde, simpatitzant amb la UMP, i Jean-Pierre Aïfa havia estat cap de la Federació per una Nova Societat Caledoniana (FNSC).

## Resultats electorals
Es presentà per primer cop a les eleccions provincials de Nova Caledònia de 2004, en les que va obtenir 16 escons al Congrés de Nova Caledònia i fou el segon partit més votat. A l'Assemblea de la Província del Sud va obtenir 19 escons i fou el partit més votat, mentre que en va obtenir un a l'assemblea de la Província del Nord. El seu cap Harold Martin fou nomenat president del Congrés de Nova Caledònia i Philippe Gomès fou nomenat president de la Província del Sud. Alhora, controlaven les alcaldies de cinc municipis: Dumbéa, Koumac, La Foa, Païta i Thio.
El partit va patir una crisi interna, però, durant les eleccions presidencials franceses de 2007, ja que mentre Harold Martin i Sonia Lagarde decidiren donar suport la candidatura de Nicolas Sarkozy (com els membres de Reagrupament-UMP), Didier Leroux va donar suport François Bayrou. El descontentament amb el nomenament de Didier Leroux com a cap del partit el 2008, a qui acusen d'haver convertit el partit en «ostatge polític» de Reagrupament-UMP, provocaria una escissió dins el partit, anomenada Calédonie ensemble, dirigida per Philippe Gomès.
A les eleccions municipals de 2008 mantenen les alcaldies de Koumac, Pouembout i Païta, però les de Bourail, la Foa, Moindou i Thio, que inicialment les havia guanyat el partit, passen a ser dominades per Calédonie ensemble. I a les eleccions provincials de Nova Caledònia de 2009 obté només 4 diputats al Congrés de Nova Caledònia, 3 escons a l'Assemblea de la Província del Sud, i un escó a l'Assemblea de la Província del Nord.